# Elijahu Elijašar
Elijahu Elijašar (hebrejsky: אליהו אלישר, žil 10. října 1899 – 30. října 1981) byl sionistický aktivista, izraelský politik a poslanec Knesetu za strany Sefardové a orientální komunity a Všeobecní sionisté.

## Biografie
Narodil se v Jeruzalému v tehdejší Osmanské říši (dnes Izrael). Vystudoval školu napojenou na síť Alliance israélite universelle, lékařství na univerzitě v Bejrútu, právo v Káhiře a právo na právní škole v Jeruzalému. Během první světové války sloužil jako lékař v turecké armádě.

## Politická dráha
V letech 1922–1935 pracoval v mandátních úřadech. Pak odešel do soukromého sektoru. Byl členem sefardského výboru v Jeruzalému, od roku 1942 jako jeho předseda. Byl také členem Židovské národní rady a zasedal ve vedení židovských jednotek Hagana. V Prozatímní státní radě zasedal ve výboru pro obranu. Vydával týdeník Hed HaMizrah.
V izraelském parlamentu zasedl poprvé už po volbách v roce 1949, kdy kandidoval za platformu Sefardové a orientální komunity. Byl členem finančního výboru. Mandát obhájil ve volbách v roce 1951, opět na kandidátce Sefardové a orientální komunity. Ta se v průběhu následného funkčního období sloučila se stranou Všeobecní sionisté. Byl členem parlamentního výboru finančního a výboru pro záležitosti vnitra. Předsedal podvýboru pro trvalou emigraci.